# Ганс Гродоцкі
Ганс Гродоцкі  (нім. Hans Grodotzki; нар. 4 квітня 1936) — німецький легкоатлет, олімпійський медаліст.

## Виступи на Олімпіадах
| Олімпіада | Дисципліна           | Місце |
| --------- | -------------------- | ----- |
| Рим 1960  | біг на 5000 метрів   | 2     |
| Рим 1960  | біг на 10 000 метрів | 2     |